# Сергєєв Іван Павлович
Іван Павлович Сергєєв (вересень 1897, місто Гжатськ Смоленської губернії, тепер місто Гагарін Смоленської області, Російська Федерація — розстріляний 23 лютого 1942, місто Саратов, Російська Федерація) — радянський державний і військовий діяч, народний комісар боєприпасів СРСР. Кандидат у члени ЦК ВКП(б) у 1939—1941 роках.

## Життєпис
Народився в родині робітника-залізничника. У 1918 році закінчив Гжатське реальне училище.
У 1918 році — червоноармієць 1-го революційного полку в місті Гжатську.
У вересні 1918 — березні 1919 року — студент Московського інституту шляхів сполучення.
У березні — серпні 1919 року — червоноармієць окремої запасної гаубичної батареї. У серпні 1919 року закінчив школу молодшого командного складу при батареї. З серпня 1919 по 1920 рік — командир взводу гаубичної батареї в Гжатську.
У березні — липні 1920 року — командир батареї і помічник командира 7-го легкого артилерійського дивізіону на Західному фронті. У липні — грудні 1920 року — помічник інспектора артилерії Запасної армії на Західному фронті.
У 1921—1922 роках — викладач артилерії кавалерійських курсів в Гжатську, помічник ад'юнкта артилерійської школи в Москві. У 1922—1923 роках — помічник начальника навчальної частини окремої навчальної батареї в Москві, помічник командира артилерійського парку 14-ї стрілецької дивізії. У 1923—1924 роках — помічник командира батареї, командир артилерійського парку 2-го польового важкого артилерійського дивізіону в Москві.
У 1924—1925 роках — слухач артилерійських курсів удосконалення командного складу РСЧА в Дитячому Селі. У 1925—1928 роках — командир важкого артилерійського дивізіону корпусного артилерійського полку 2-го стрілецького корпусу.
У 1928—1931 роках — слухач основного факультету Військової академії РСЧА імені Фрунзе.
У березні 1931 — листопаді 1933 року — начальник навчального відділу, начальник штабу Московського артилерійського училища.
Член ВКП(б) з 1932 року.
У листопаді 1933—1936 роках — начальник Томського артилерійського училища.
У 1936—1938 роках — начальник відділу Управління навчальних закладів Народного комісаріату оборони СРСР.
У 1938 році — начальник Артилерійських курсів удосконалення командного складу РСЧА.
У липні 1938 — січні 1939 року — заступник голови Військово-промислової комісії при РНК СРСР.
11 січня 1939 — 3 березня 1941 року — народний комісар боєприпасів СРСР. У лютому 1941 року на XVIII-й партійній конференції був попереджений про можливе виведення із кандидатів у члени ЦК ВКП(б) і зняття з роботи.
З березня 1941 року — викладач Військової академії Генерального штабу.
Заарештований 30 травня 1941 року в справі «Про шкідництві в системі наркомату боєприпасів» (через нерівномірний розподіл замовлення по заводам був зірваний план з випуску зенітних снарядів 37 мм і 85 мм, та бронебійних снарядів 76 мм).
23 лютого 1942 року розстріляний в місті Саратові за вироком Особливої наради при НКВС СРСР.
Посмертно реабілітований 22 жовтня 1955 року.

## Військове звання
- комбриг (22.02.1938)
- комдив (1940)

## Нагороди
- орден Леніна (22.05.1939)